# Liste der Monuments historiques in Saorge
Die Liste der Monuments historiques in Saorge führt die Monuments historiques in der französischen Gemeinde Saorge auf.

## Liste der Bauwerke
| Bezeichnung                                                       | Beschreibung | Standort                  | Kennzeichnung | Schutzstatus | Datum | Bild           |
| ----------------------------------------------------------------- | ------------ | ------------------------- | ------------- | ------------ | ----- | -------------- |
| Kirche La Madone del Poggio                                       |              | Avenue Pasteur (Lage)     | PA00080852    | Classé       | 1913  | weitere Bilder |
| Kloster                                                           |              | Camin de Repentia (Lage)  | PA00080855    | Classé       | 1917  | weitere Bilder |
| Gedenktafeln                                                      |              | (Lage)                    | PA00080857    | Classé       | 1947  | weitere Bilder |
| Kirche St-Sauveur und Chapelle Saint-Jacques des Pénitents blancs |              | Place de l’église (Lage)  | PA00080856    | Classé       | 1981  | weitere Bilder |
| Chapelle Saint-Claude des Pénitents noirs                         |              | Rue Louis-Perissol (Lage) | PA00080853    | Inscrit      | 1974  | weitere Bilder |
| Chapelle Saint-Sébastien des Pénitents rouges                     |              | Place Ciapagne (Lage)     | PA00080854    | Inscrit      | 1974  | weitere Bilder |

## Liste der Objekte
Zum Verständnis siehe: Kirchenausstattung
- Monuments historiques (Objekte) in Saorge in der Base Palissy des französischen Kultusministeriums